# Verkiezingen voor het Europees Parlement 1979
De verkiezingen voor het Europees Parlement 1979 waren de eerste verkiezingen voor een rechtstreeks gekozen Europees Parlement voor de zittingsperiode 1979-1984. Zij vonden plaats van 7 t/m 10 juni 1979. Er werd in alle 9 lidstaten gestemd voor in totaal 410 parlementsleden.
De gemiddelde opkomst was 63%. De Franse liberale politica Simone Veil (UDF) werd door het nieuw aangetreden Europees Parlement tot eerste vrouwelijke parlementsvoorzitter verkozen, in 1982 opgevolgd door de Nederlandse sociaaldemocratische politicus Piet Dankert (PvdA).

Samenstelling na de verkiezingen van de delegatie van elke lidstaat

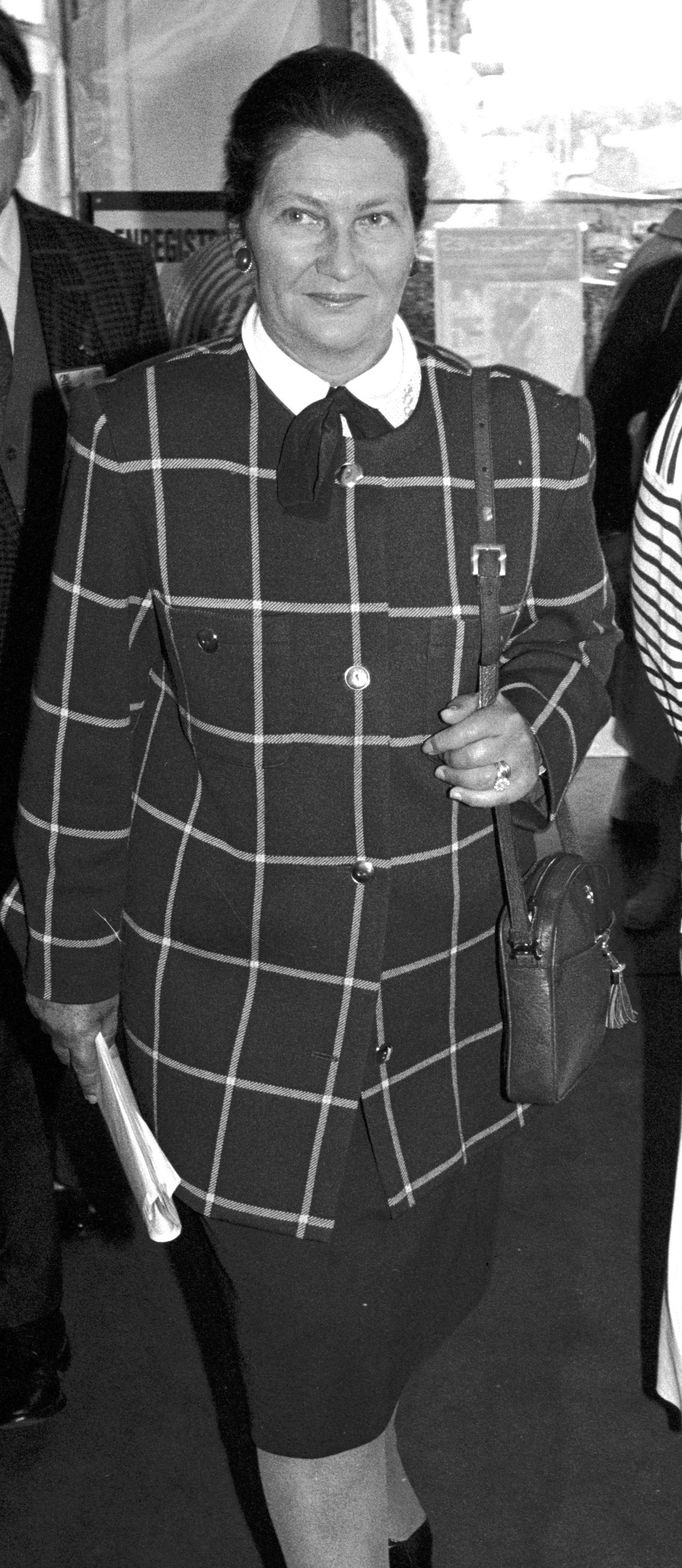
Simone Veil, Parlementsvoorzitter 1979-1982 (foto uit 1988)

## Aantal zetels per land
| Lidstaat            | 1979 | 1981 |
| ------------------- | ---- | ---- |
| België              | 24   | 24   |
| Denemarken          | 16   | 16   |
| Frankrijk           | 81   | 81   |
| Griekenland         | -    | 24   |
| Ierland             | 15   | 15   |
| Italië              | 81   | 81   |
| Luxemburg           | 6    | 6    |
| Nederland           | 25   | 25   |
| Verenigd Koninkrijk | 81   | 81   |
| West-Duitsland      | 81   | 81   |
| totaal              | 410  | 434  |

## Zetelverdeling naar fractie
De zetelverdeling in het Europees Parlement was na de verkiezingen van 1979 als volgt:
| Fractie | Fractie                                                                                       | Aantal zetels in | Aantal zetels in | Zetelverdeling (grafisch) |
| Fractie | Fractie                                                                                       | 1979             | 1984             | Zetelverdeling (grafisch) |
| ------- | --------------------------------------------------------------------------------------------- | ---------------- | ---------------- | ------------------------- |
|         | Socialistische fractie                                                                        | 112              | 124              | 1979                      |
|         | Europese Volkspartij (Christendemocratische Fractie)                                          | 108              | 117              | 1979                      |
|         | Europese Democratische fractie                                                                | 64               | 63               | 1979                      |
|         | Communistische fractie en geestverwanten                                                      | 44               | 48               | 1979                      |
|         | Liberale en Democratische fractie                                                             | 40               | 38               | 1979                      |
|         | Europese democraten voor de vooruitgang                                                       | 22               | 22               | 1979                      |
|         | Fractie voor de technische coördinatie en de verdediging van onafhankelijke fracties en leden | 11               | 12               | 1979                      |
|         | niet-fractiegebonden leden                                                                    | 9                | 10               | 1979                      |
| totaal  | totaal                                                                                        | 410              | 434              | 1979                      |